# 学生動源
学生動源（がくせいどうげん 繁体字:學生動源 英語: Studentlocalism）はすでに解散した香港独立派組織。代表者は 鍾翰林だった。

## 概要
もともとは、学生を中心として2016年に光復上水站という香港の物品を買い占める大陸の中国人旅行者に対する抗議活動から始まった団体である。

## 主な活動

### G20大阪サミットでの来日
2019年6月30日には、大阪でのG20大阪サミットに合わせ抗議活動と日本での講演のために香港民族党の陳浩天とともに陳家駒、鍾翰林も来日した。

### 時代力量との会談
2019年6月には、陳家駒、鍾翰林が台湾の政党時代力量との会談を行った。
この時の訪台時に香港独立派の活動家、鍾翰林は反中国共産党を掲げる「台湾青年反共救国団」の楊月清理事長らと面会した。この様子は親中派の香港メディアで報じられた。在台香港人の依頼で台湾の探偵事務所を利用していたことがのちに判明した。

### 2019年のデモ参加
2019年-2020年香港民主化デモにおいて鍾翰林は5月に香港立法会（議会）前で行われたデモの際、もみ合いの中で中国国旗を地面に投げ捨てた。
これの行為についてのちに有罪とされた。判事は「公然と国旗を汚した被告の行為は、論外だ」と述べた。

### 国家安全法成立後
2020年7月28日PM8時50分頃、新界北西部の元朗にある自宅にて国家分裂扇動の容疑で逮捕された。逮捕時は鍾翰林は19歳であった。 在香港米総領事館に亡命申請の予定であったが、予定より早く着いたため向かい側の喫茶店で私服警官に逮捕された。
2020年10月29日には国家分裂、資金洗浄、扇動的文書発行したとして、香港国安法違反で起訴された。保釈請求を拒まれた。
裁判中、監獄に戻る前に、鍾翰林は傍聴席が見守る中に向けて「香港人耐えろ」と叫んだ。